# Атака на Пёрл-Харбор (фильм)
«Атака на Пёрл-Ха́рбор» («Командующий объединённым флотом Исороку Ямамото») (яп. 聯合艦隊司令長官 山本五十六) — военная драма 2011 года, повествующая о японском адмирале Исороку Ямамото и его значении в морских боях на Тихоокеанском фронте.

## Сюжет
Фильм рассказывает об истории вступления Японии во Вторую мировую войну и первых боях вплоть до 1943 года. Главный герой — адмирал Исороку Ямамото, который до последнего момента верил, что войны с США можно избежать, а возникшие противоречия уладить дипломатически. Несмотря на все усилия, Ямамото получает план нападения на Перл-Харбор — сосредоточение военно-морских сил США в Тихом океане.

## Съёмки
Создание фильма продолжалось в течение четырёх лет. Кодзи Якусё рассматривался как единственный претендент на роль адмирала Исороку Ямамото, в случае его отказа съёмки фильма пришлось бы прекратить. В батальных сценах широко использовались визуальные спецэффекты. Съёмки фильма велись при содействии Министерства обороны Японии.

## В ролях
- Кодзи Якусё — адмирал Исороку Ямамото
- Хироси Тамаки — журналист Тосихацу Синдо
- Янагиба Тосиро — адмирал Сигэёси Иноуэ
- Хироси Абэ — контр-адмирал Тамон Ямагути
- Такэо Накахара — вице-адмирал Тюити Нагумо
- Масато Ибу — адмирал Осами Нагано
- Икудзи Накамура — вице-адмирал Матомэ Угаки
- Акира Эмото — премьер-министр Мицумаса Ёнаи
- Миёко Харада — Рэйко, жена Ямамото

## Оценки
Борис Брендель в статье «Другая „Атака на Перл Харбор“: Фильм о героях с противоположной стороны» для РБК отмечает, что до этого широкому вниманию представлялись фильмы о войне на Тихом океане только американского производства, что отражало только взгляд одной из сторон. Также отмечается, что акцент в фильме сделан не на батальные сцены со спецэффектами, а на драматическую составляющую. Михаил Трофименков в газете «Коммерсантъ» в целом положительно оценил фильм, однако указал на «обезличенность» выбранного прокатчиком названия (вместо оригинального «Командующий объединенным флотом Исороку Ямамото»). Нина Цыркун, редактор журнала «Искусство кино», отметила, что «это первая японская картина, объективно воспроизводящая обстоятельства, подводившие Японию к войне».